# Bei mir bistu shein
Bei mir bistu shein, in hebräischer Schrift בײַ מיר ביסטו שיין (jiddisch, etwa „Ich finde dich hübsch“), ist ein Swingstück, das 1938 durch die Andrews Sisters bekannt gemacht wurde. Das Original wurde 1932 für ein jiddisches Musical geschrieben. Im deutschsprachigen Raum ist das Lied auch unter dem Titel Bei mir bist du schön bekannt.

## Entstehungsgeschichte
Bei mir bistu shein wurde 1932 von Sholom Secunda (1894–1974; Musik) und Jacob Jacobs (1890–1977; Text) für das jiddische Musical Men ken lebn nor men lost nisht („Man könnte leben, aber sie lassen uns nicht“) geschrieben. Das Musical wurde 1933 für eine Saison in New Yorks Rolland-Theater aufgeführt, einem jüdischen Theater mit 1630 Sitzplätzen in Brooklyn. Darin wurde der Song Bay mir bistu sheyn im Original in C-Moll als Duett von einem Liebespaar gesungen. Die Autoren hatten ihn erst kurz vorher beim Musikverlag J(erry) & J(oseph) Kammen Music Co. zum Copyright angemeldet. Der Verlag schlug den Autoren vor, ihnen den Song für 30 Dollar (entspricht heute 690 Dollar) abzukaufen.
1937 führte das afroamerikanische Duo Johnny & George eine stark synkopierte Interpretation des Songs (auf Jiddisch) im Apollo Theater in Harlem auf. Eine dieser erfolgreichen Aufführungen besuchte der Musikproduzent und Komponist Sammy Cahn mit seinem Musikverleger Lou Levy von Leeds Music. Beide beschlossen, den Song für kommerzielle Zwecke aufzugreifen. Cahn und Saul Chaplin erwarben die Rechte am Original und schrieben das Lied grundlegend um. Sie veränderten den Rhythmus der Musik und übertrugen den Text frei ins Englische. Der jiddische Titel wurde hierbei fehlerhaft eingedeutscht. Der neue Text verband englische Wörter zu einem Synonym für Liebesgeflüster, ohne sich an einer strengen Übersetzung zu orientieren:
- Bei mir bist du schoen […] “means you’re the fairest in the land” (deutsch: „du bist der/die Schönste im ganzen Land“)
- Bei mir bist du schoen “means that you’re grand” (deutsch: „du bist großartig“)

In dieser Form wurde das Lied ein zeitloses Stück mit internationalem Erfolg und dem Status eines Evergreens.

## Kommerzielle Nutzung

Andrews Sisters – Bei mir bist du schön

Cahn und Chaplin versuchten Tommy Dorsey zu überreden, das Lied einzuspielen, der war jedoch nicht interessiert. Die erste kommerziell genutzte Aufnahme stammt von dem damals noch unbekannten Gesangstrio Andrews Sisters, das den Song am 24. November 1937 mit dem Orchester von Vic Schoen (Trompetensolo von Bobby Hackett) aufnahm. Allerdings hielt die Plattenfirma Decca die Marktchancen für gering, sodass er auf der B-Seite veröffentlicht wurde. Die A-Seite enthielt eine Version von Nice Work If You Can Get It. Erstmals öffentlich führte das Trio den Titel in der Radioserie Your Hitparade am 8. Januar 1938 auf. Danach wurde der Song sehr häufig von den Radiosendern in New York City ausgestrahlt. Ende Januar 1938 waren in den Vereinigten Staaten schon mehr als 350.000 Platten verkauft, und die Platte hielt sich die nächsten fünf Wochen auf dem ersten Platz der Billboard-Charts. Die Gruppe erhielt als erste weibliche Vokalgruppe für diesen Verkaufserfolg die Goldene Schallplatte.
Bis 1961 wurden in verschiedenen Versionen 2,5 Millionen Exemplare umgesetzt, die den neuen Rechteinhabern Tantiemen zusammen mit den Zahlungen der Radiosender drei Millionen Dollar einbrachten. Secunda erhielt seit 1954 lediglich 4325 Dollar. Der Song war die zweite Single der Andrews Sisters, startete ihre eigentliche Karriere und wurde zu ihrem Erkennungssong.

### Weitere Verwendungen

Belle Baker – Bei mir bist du schön

Die erste Coverversion stammt von Russ Morgan & His Music. Sie entstand am 10. Dezember 1937 und erreichte nach der Veröffentlichung im Januar 1938 Rang 3 der US-Hitparade. Es folgte am 15. Dezember 1937 Guy Lombardo, der im Januar 1938 für zwei Wochen mit seiner Version den ersten Rang belegte. Belle Baker nahm mit dem Gene Kardos Orchestra den Titel im Dezember 1937 auf, ebenso wie Benny Goodman (Rang 4) und Kate Smith (Rang 15). Für Europa nahm Al Bowlly seine Version am 4. Januar 1938 in London auf. Eine jazzige Version wurde vom Adrian Rollini Quintet am 18. Januar 1938 mit Buddy Rich (Schlagzeug) aufgenommen; Louis Prima & Keeley Smith veröffentlichten ihre Rock-’n’-Roll-Version im Juli 1959. Bei mir bist Du schön wurde auch in dem amerikanischen Film Love, Honor and Behave gesungen, der am 12. März 1938 in die Kinos kam.
Im nur bruchstückhaft erhaltenen NS-Propagandafilm Theresienstadt (1944) wird eine mutmaßlich von den Ghetto Swingers stammende Instrumentalversion des Stückes verwendet.

### Copyright
1961 lief das alte Copyright aus, und Secunda und Jacobs erhielten ihre Rechte am Song bei Harms Music Co. zurück. Die enorme Anzahl von Coverversionen bereits im Jahr 1938 sorgte für viele weitere Versionen in der Folgezeit. Insgesamt sind bei der US-Verwertungsgesellschaft ASCAP 48 Versionen in den verschiedenen Titelvarianten urheberrechtlich registriert. Auch international hatte der Song großen Erfolg. In der Sowjetunion nahm das staatliche Jazzorchester eine russische Version auf. Selbst in Nazideutschland wurde das Lied gespielt, etwa von Teddy Stauffer. Zarah Leander nahm den Titel im April 1938 in Stockholm auf Schwedisch auf. De Räuber persiflierten den Song 2004 unter dem Titel Ich trink Dich heut‘ schön.

## Interpreten
Die folgende Liste der Interpreten bietet eine Auswahl; bereits erwähnte sind nicht nochmals aufgeführt:
- Ray Anthony
- Dan Barrett
- The Barry Sisters
- Acker Bilk
- Teresa Brewer
- Charlie and his Orchestra
- June Christy
- Kurt Edelhagen
- Booker Ervin
- Giora Feidman
- Ella Fitzgerald
- Slim Gaillard
- Judy Garland
- Terry Gibbs
- Jazz Gitti
- Max Greger
- Nina Hagen
- Lionel Hampton
- Andrej Hermlin
- Dick Hyman
- Gordon Jenkins
- Greta Keller
- Gershon Kingsley
- Rolf Kühn
- Steve Lawrence
- Zarah Leander
- Ramsey Lewis
- The Manhattan Transfer
- Shelly Manne
- Sorelle Marinetti
- Bette Midler
- Glenn Miller
- Buddy Moreno
- Mic Oechsner
- The Pointer Sisters
- The Puppini Sisters
- Quadro Nuevo
- Max Raabe
- Gemma Ray
- Rivers
- Eddie Rosner
- Maya Saban
- Janis Siegel
- The Sisters of Mercy
- Willie The Lion Smith
- Harri Stojka
- Jack Teagarden
- Martha Tilton
- Karsten Troyke
- Leonid Utesov
- Herman van Veen
- Klaus Waldeck
- Bob Wilber
- Garland Wilson
- Teddy Wilson